# Rosenberg (Texas)
Rosenberg é uma cidade localizada no estado norte-americano do Texas, no Condado de Fort Bend.

## Demografia
Segundo o censo norte-americano de 2000, a sua população era de 24.043 habitantes.
Em 2006, foi estimada uma população de 31.846, um aumento de 7803 (32.5%).

## Geografia
De acordo com o United States Census Bureau tem uma área de
55,0 km², dos quais 55,0 km² cobertos por terra e 0,0 km² cobertos por água.

## Localidades na vizinhança
O diagrama seguinte representa as localidades num raio de 12 km ao redor de Rosenberg.